# Keilbachia biflagrispina
Keilbachia biflagrispina är en tvåvingeart som beskrevs av Werner Mohrig 1999. Keilbachia biflagrispina ingår i släktet Keilbachia och familjen sorgmyggor.
Artens utbredningsområde är Nepal. Inga underarter finns listade i Catalogue of Life.